# Naevius calilegua
Naevius calilegua är en spindelart som beskrevs av Compagnucci och Ramírez 2000. Naevius calilegua ingår i släktet Naevius och familjen mörkerspindlar. Inga underarter finns listade i Catalogue of Life.